# Ger (Altos Pirenéus)
Ger é uma comuna francesa na região administrativa de Occitânia, no departamento dos Altos Pirenéus. Estende-se por uma área de 1,94 km². Em 2010 a comuna tinha 164 habitantes (densidade: 84,5 hab./km²).